# Traffic Challenge (громадська організація)
Tráffic Chállenge — всеукраїнський соціальний громадський проєкт з безпеки руху (повна назва: Національна програма з попередження дорожньо-транспортного травматизму дітей та молоді Traffic Challenge). Програма була започаткована у 2015 році. У ній беруть участь школярі, студенти, майбутні батьки, громадські активісти, педагоги, медики, поліцейські, інструктори автошкіл, соціальні працівники, чиновники, представники бізнес-спільноти та громадські організації, зацікавлені у підвищенні рівня громадської безпеки в Україні. Програма включає безкоштовні тренінги, майстер-класи,  інформаційно-освітні кампанії, розповсюдження розвиваючих книжок та інших друкованих матеріалів, забезпечення населення захисними матеріалами та створення україномовного відео-, аудіо-, іншого цифрового та друкованого контенту з безпеки руху.   Від 2015 до 2021 року у програмі взяли участь більше 2,5 мільйонів українців.   
Програма ініціює та впроваджує освітні, культурні та законодавчі зміни в сфері безпеки, новітні світові практики та європейські стандарти в українську систему безпеки дорожнього руху (такі як носіння світловідбивачів, фокусування на  «чорних точках» (black spots) у превентивній роботі, зниження лімітів швидкості руху в населених пунктах, введення в масову практику для молоді занять з допомоги на місці дорожніх аварій (ДТП), створення нових та осучаснення освітніх програм з безпеки руху).  
Traffic Challenge реалізується в усіх регіонах України та працює з різними соціальними верствами населення: дітьми, молоддю, спеціалістами, робота яких пов'язана з дітьми та молоддю, молодими батьками, бізнес-спільнотою, громадськими активістами та незахищеними верствами населення (малозабезпеченими громадянами, переселенцями, онко-хворими, постраждалими у ДТП, дітьми з дитячих будинків та людьми старшого віку, тощо).

## Історія створення[1]
Національна програма Traffic Challenge започаткована 5 листопада 2015 року. 
Головне завдання: запобігання травмуванню та смертності дітей та молоді на дорогах. 
Програма була започаткована за ініціативи Благодійного фонду «Демократичний розвиток» в рамках глобального 10-річчя дій з безпеки дорожнього руху, проголошеного Генеральною Асамблеєю ООН. 
 Програма проводиться за підтримки Міністерства охорони здоров'я України, Міністерства освіти і науки України та Національної поліції України. 
Міжнародні  партнери проєкту: EUAM (European Union Advisory Mission), Government of Canada (у проєкті  Police Training Assistance Project - PTAP), U.S. Embassy in Ukraine, Caritas Ukraine, European Business Association (EBA).
Голова проекту — експертка з безпеки дорожнього руху, авторка освітніх програм, дитяча письменниця Ольга Дробишева.

 В рамках Traffic Challenge в Україні вперше застосовано комплексний підхід до протидії дорожньо-транспортного травматизму дітей та молоді, який включає:
- об'єднання громадськості, державних органів влади, міжнародних організацій, шоу-бізнесу, митців, світових та українських експертів  задля створення синергетичного ефекту від комплексу дій (акцій з населенням, нормативно-правової діяльності, шкільних змагань, медіа-кампаній, спеціалізованих навчань, масового випуску та безкоштовного розповсюдження друкованих матеріалів та засобів захисту на дорозі);
- проведення глибинного дослідження оцінки вартості життя українця та сукупних збитків від ДТП за європейськими нормами [4] (що є першочерговою необхідністю та відповідає загальноприйнятій міжнародній практиці інвестиційного планування в сфері безпеки руху), розроблені та опубліковані в публічних джерелах методи таких обрахунків [5] [6];
- створення безперервно діючого громадського проєкту, що з 2015 року дотепер поетапно по всій території України реалізує комплексну  систему заходів у сфері безпеки руху;
- вивчення передумов смертності та травматизму внаслідок ДТП в Україні та аналітичне планування превентивних дій (інформаційних, навчальних, організаційних);
- цільовий підхід та сегментацію роботи з різними верствами населення за віком, поведінковими моделями, роллю на дорозі з врахуванням ступенів загрози різних факторів ризику;
- розробка та впровадження освітньо-практичних програм з безпеки руху для різновікових груп.

Діяльність Traffic Challenge спрямована на протидію та попередження ситуацій з порушенням правил дорожнього руху дітьми та молоддю, а також активний їхній вплив на інших учасників дорожнього руху, формування культури поведінки на дорозі та виховання цивілізованого поводження усіх учасників дорожнього руху. 

## Проєкти
Створено «1000 та 1 поворот»  — дитячу художньо-освітню книгу-посібник з правил дорожнього руху   , автор - Ольга Дробишева, яка була розповсюджена у школах по всій країні 82,5 тис. екземплярів .
ДУ 2016-2017 роках:
- проведено дослідження з оцінки вартості життя та сукупних втрат від ДТП [12]. Розроблено та оприлюднено 3 методики обрахунку сукупних збитків від ДТП.

- Обраховано та оприлюднено вартість життя українця.

- Випуск другої частини навчального посібника для дітей з ПДР «1000 та 1 поворот. БУМ!» [13], [14] [15]. Надруковано та подаровано дітям під час проведення навчальних заходів по всій Україні більше 120 тис. книг «1000 та 1 поворот» (Частина 1 та 2), авторт- Ольга Дробишева.

- Розроблена та презентована навчальна програма для майбутніх та молодих батьків «Відповідальні батьки» [16] [17],
- Національний літературний конкурс з БДР для школярів «0-бачність» [18]

- Виставка картин у Музеї історії Києва картин артиста та художника Івана Денисенка (Ivan Blues) та благодійний аукціон.

На аукціоні пішли з молотка 2 картини з 7. На отримані кошти було придбано 2 тренажери серцево-легеневої реанімації для проведення навчань в рамках Traffic Challenge.

### У 2017-2018 роках
- Соціальна кампанія #НеРобиДурні [19] [20]— створено та проведено ротацію на телебаченні у кінотеатрах [21], метро [22], АЗС, відеобордах та інших відео-засобах серії музичних анімаційних роликів, що розповідають про 5 факторів ризику (основні причини загибелі) у ДТП. [23] [24]

Авторка ідеї та текстів: Ольга Дробишева. 
Автор музики: Дмитро Чубур (музикант гурту  «Ягич» та кавер-бенду «Узвар»). 
Вокал - голос Бога: Михайло Хома (фронтмен та засновник гурту DZIDZIO)
- «Дій! Прояви себе» — національне одягання школярів у світловідбивні жилети.

265 шкіл у 10 областях України було забезпечено комплектами світловідбиваючих жилетів для учнів 1-3 класів.
- «Дій! Вчи себе та інших» — випуск  3 частини навчальної книги для дітей «1000 та 1 поворот. Веселі букви БДР». [25]

Випущено та безкоштовно розповсюджено  по дитячих закладах освіти 212 000 книжок. Серед них 90 000 спрямовано для забезпечення бібліотек усіх державних шкіл України. 
Книга «1000 та 1 поворот» встановлює 2 Національні рекорди України за сукупним накладом. 
Автор: Ольга Дробишева
Ілюстрації до третьої частини «1000 та 1 поворот. Веселі букви БДР» намалював український актор, сценарист та режисер Євген Матвієнко.
- «Дій! Слідкуй та виправляй!» — впровадження навчального курсу «Відповідальні батьки» у 10 областях України.

Навчання пройшли 1,5 тисячі медиків, поліцейських, педагогів
- Радіо-шоу "Безпечні звички" на Radio ROKS  —   вийшло 30 радіопрограм з правил безпеки дорожнього руху.

Автор: Ольга Дробишева. 
Ведучі: Соня Сотник та Сергій Кузін
- First Road Safety HUB (FRoSH) — створення на платформі сайту Traffic Challenge онлайн-хабу з освітніми матеріалами з безпеки руху

Створено 66 випусків відео-уроків, проведено вебінари з поліцією. 
Експертами виступили: Олег Картавий (директор Центру спеціальної підготовки), Дмитро Буренін (керівник громадської організації МотоХелп), Ольга Дробишева, Олександр Бобер (тренер мотошколи TheRiders), Мар'яна Новаковська (дитячий психолог), представники компанії Winner (офіційного дилера Volvo в Україні). 
- Національний вебінар з безпеки дорожнього руху «Відповідальні батьки»  - вперше було проведено відкрите 2-годинне онлайн-заняття з безпеки руху, яке одночасно відвідали більше 1000 слухачів з усієї України.
- Випущено книгу-посібник з БДР для старшокласників «Споримо, ти не знаєш?!»

Надруковано та безкоштовно розповсюджено 7,5 тисяч екземплярів.

### Четвертий етап (2018 - 2019 рік)
Четвертий етап програми стартував восени 2018 року. 
Реалізовані проєкти:
- «100П - 100 пунктів безпеки» [29]— проєкт зі збору інформації про найбільш аварійно-небезпечні ділянки на дорогах та системній протидії травматизму на цих ділянках. [30] [31]

Позначенно 100 аварійно-небезпечних місць у навігаторі WAZE. У позначених місцях найчастіше гинуть та травмуються діти, а навігатор за 200 метрів попереджає водіїв про наближення до небезпечних ділянок. 
400 шкіл України, які знаходяться в місцях концентрації ДТП забезпечено «Комплектами безпеки шкіл» (комплект складається з світлоповертаючих жилетів та світлоповертаючих манжетів універсального розміру).
Активісти разом із патрульною поліцією України роздали 60 000 «Комплектів безпеки громадянина» у 20 містах України (кожен комплект містить 5 стікерів, які необхідно наліпити на транспортний засіб відповідно до інструкції).
- Хештег-марафон #SpeakUpUkraine —  проведено загальнонаціональне змагання шкіл з безпеки дорожнього руху [32] [33] [34] [35] [36]

### П'ятий етап (2019 - 2020 рік)
- 2019 року в умовах розгортання пандемії COVID-19, суворих карантинних обмежень та локдаунів Traffic Challenge спільно з Благодійним фондом «Демократичний розвиток» організовують найбільший проєкт з комплексної освіти в галузі безпеки - Safety Park.

В рамках Safety Park більш ніж 650 учасників зі 156 населених пунктів України  пройшли навчання за спеціальним курсом, що складався зі 130 тем у 15 напрямках безпеки. До проведення навчань було залучено більш ніж провідних 60 експертів.   
- «Коли Rip може стати R.I.P.» - інформаційна кампанія проти загибелі у зворотніх течіях на території України . Виготовлено 6 інформаційних знаків, які вперше розміщені у місцях відпочинку на узбережжях Чорного моря, де є зворотні течії. Проведено відкриту всеукраїнську лекцію для 487 глядачів щодо зворотніх течій – «Як врятуватись на небезпечній воді».

- Коник-Дурконик [40]- соціальна рекламна кампанія чорного гумору, що на прикладі музичного анімованого ролику та 5 аудіо-роликів [41] розповідає про наслідки недотримання правил безпеки на дорозі. [42] [43] [44]

### Шостий етап (2020-2021)
- Хештег-марафон #SafetyChallenge [45] - організовано всеукраїнське змагання шкіл з безпеки дорожнього руху: за перемогу протягом двох місяців боролися 558 шкільних команд з 437 населених пунктів України. Проєкт передбачав навчання з безпеки на дорозі, розробку та тестування креативних навчальних посібників про безпеку руху для дітей, реалізацію школами інфраструктурних  проєктів з покращення безпеки руху біля своїх шкіл.

Втілено 438 проєктів з покращення безпеки руху територій. Командами учасників зроблено 67 велопарковок, 9 пандусів, встановлено 21 комплект знаків, оновлено 38 розміток «Пішохідний перехід». Учасники також робили попереджувальні написи на дорогах, забезпечували громадян світловідбивачами, створювали навчальні майданчики, облаштували зупинки, автопарковки, тротуари, шлагбауми, «лежачі поліцейські», велодоріжки, з’їзди з тротуарів, освітлення тощо.
Школи-переможці розподілили призовий фонд 80 000 грн на реалізацію проєктів з покращення безпеки.
У оголошенні переможців та церемонії нагородження взяв участь фронтмен гурту «Без Обмежень» Сергій Танчинець.
- Блимчик Непосидюк з клану сурикатів [46]:

Вперше випущено казковий аудіо-серіал з безпеки руху - «Блимчик Непосидюк з клану сурикатів» . 
Кількість випусків: 21. 
Підписано контракт з лейблом Moon Records . Аудіо-серіал вийшов на найбільших аудіо-стрімінгових платформах світу: Apple Music, Spotify, Amazon Music, YouTube Music, TikTok

### Сьомий етап (2021-2022)
- Safety Camp - перший онлайн-табір з безпеки для дітей. [49] [50]

Розроблено дитячий курс з 24 занять, що навчатиме дітей безпеці руху у захоплюючому форматі.  Він передбачає окрім нових знань отримання практичних навичок, експерименти, фантазування, майстерні, ігри, ефективне планування, перегляд відео, творчість, діскусії, розвиток критичного мислення, розвиток майстерності презентації та пітчингу. 
Проведено пілотне тестування проекту.
Проєкт Safety Camp розроблявся та стартував в умовах повномасштабного військового вторгнення Росії в Україну.
Влітку 2022 року проєкт було призупинено у зв'язку з недостатністю фінансування, адже підприємства-донори, що працюють в Україні мусили згорнути свої соціальні ініціативи та переорієнтувати благодійність на допомогу Збройним силам України та біженцям, що постраждали внаслідок військової агресії Росії.